# 3-Phenylpropionsäurechlorid
3-Phenylpropionylchlorid ist eine chemische Verbindung aus der Gruppe der Carbonsäurechloride.

## Gewinnung und Darstellung
3-Phenylpropionylchlorid kann durch Überführen von 3-Phenylpropionsäure in das Säurechlorid gewonnen werden.

## Eigenschaften
3-Phenylpropionylchlorid ist eine hellgelbe Flüssigkeit mit stechendem Geruch, die mit Wasser reagiert.

## Verwendung
3-Phenylpropionylchlorid wird zur Herstellung einer breiten Palette von pharmazeutischen Verbindungen wie Virostatika und Antitumormitteln verwendet.